# Gran Granada
Gran Granada es un barrio ubicado en el noroccidente de Bogotá, Colombia. Hace parte de la localidad de Engativá, situándose al occidente de esta. Administrativamente, pertenece a la UPZ 75 y a la UPL Engativá.   

## Historia
El superlote Gran Granada pertenecía a la familia Herrera que a su vez eran copropietarios de la empresa Guaicáramo. La mayoría de lo que es hoy el barrio era parte del humedal Jaboque, pero a finales de la década de 1990 y a inicios del año 2000, se inició la construcción del barrio. El barrio no fue diseñado, sino que se fueron comprando lotes y construyendo sobre ellos. Los primeros proyectos fueron Portal de Granada, Parque Central de Occidente, Parques de Granada, Nueva Granada y Andalucía. Antes de la urbanización del barrio, ya estaba otro barrio, en ese entonces invasión sobre el humedal, más conocido cono Unir II. 

## Geografía
Se divide en aproximadamente 56 conjuntos de apartamentos, con dos de ellos siendo conjuntos divididos en segmentos bajo las mismas cercas y comparten un club house, 6 conjuntos de casas de 2 a 3 pisos, y casas independientes pero bajo una misma urbanización.
Las torres varían de 6 a 21 pisos, y todos los conjuntos residenciales cuentan con su portería y salón comunal. 
Al estar a 290 metros del río Bogotá  y a 10 metros del Humedal Jaboque (en su punto más cercano), tiene muchas amenazas de inundación en temporadas de lluvia. El barrio es una península de construcciones, rodeado de naturaleza, humedales y ríos.
El barrio está aproximadamente a 2430 m.s.n.m.

## Demografía

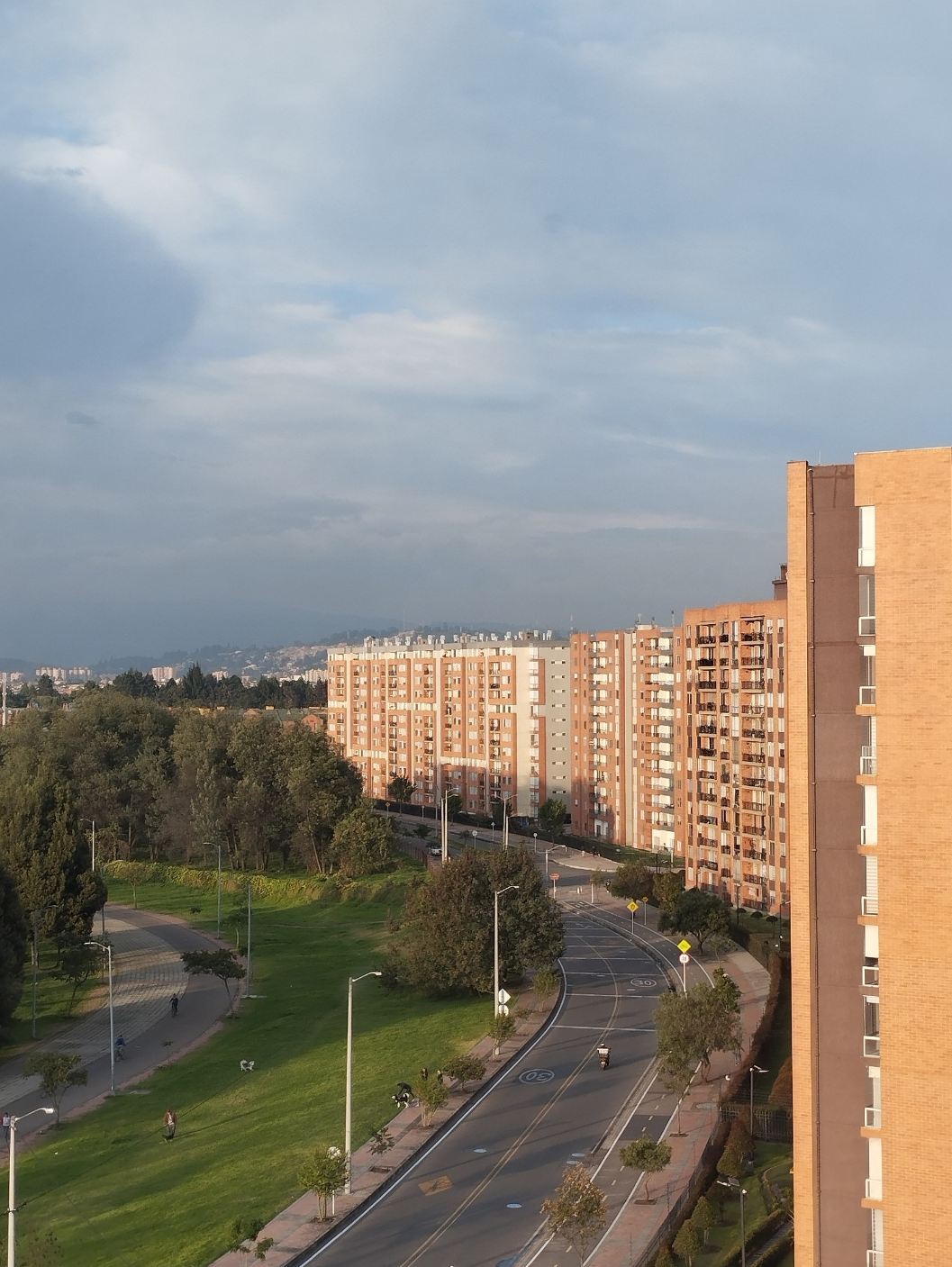
Conjuntos del costado norte del barrio Gran Granada.

Gran Granada cuenta con aproximadamente 30.000 habitantes, sobre todo familias o familias con mascotas.

## Barrios vecinos[1]

### Al norte
- Río Bogotá
- Zona Industrial Siberia (Sabana de Bogotá)

### Al sur
- Humedal Jaboque
- La Perla

### Al oriente
- Villas de Granada
- Ciudadela Colsubsidio
- El Cortijo

### Al occidente
- Humedal Jaboque
- Río Bogotá
- Parque La Florida

## Aspectos socioeconómicos
Es un barrio de clase media residencial de estrato 3 y 4 con pequeños comercios y entidades prestadoras de servicios y sucursales bancarias.

## Lugares importantes
- Humedal Jaboque
- Éxito y Easy de Occidente
- Sendero al Parque la Florida
- Malecón del Río Bogotá
- Summit Trampoline Park
- Parques zonales Gran Granada
- Centro Comercial Ronda del Río
- IED Lucila Rubio de Laverde
- Puente de Guadua

## Rutas delSITP
- Dentro del barrio:
  - G271 Gran Granada – Lomas
  - G669 Galán – Gran Granada
  - D204 Portal 80 – Gran Granada
  - DK211 Salitre El Greco – Gran Granada
  - 16-5 Villa Amalia (Alimentador Portal Eldorado)
  - BD909 Mazurén – Villas de Granada (Gran Granada)
- Sobre la calle 80:
  - 1-8 Calle 80 (Alimentador Portal 80)
  - L81 Portal 20 de Julio

### Acceso
Al estar rodeado de áreas protegidas, Gran Granada sólo tiene 3 vías de acceso. Estas son; 
- Avenida Carrera 114 al Norte
- Calle 72F al Este
- Calle 77 al Este

### Vías
Sus vías más importantes son;
- Diagonal 77b, con 1,4 km
- Calle 77, 1,6 km
- Carrera 116b, 1 km
- Carrera 114, 1,1 km

## Recreación
El barrio tiene varias zonas de recreación, como lo son el sendero camino al parque La Florida de 2,7 km desde el puente de Guadua hasta el parque, también cuenta con 8 parques zonales públicos y en cada conjunto hay un parque privado para los propietarios y arrendatarios.